# Roxana Moslehi

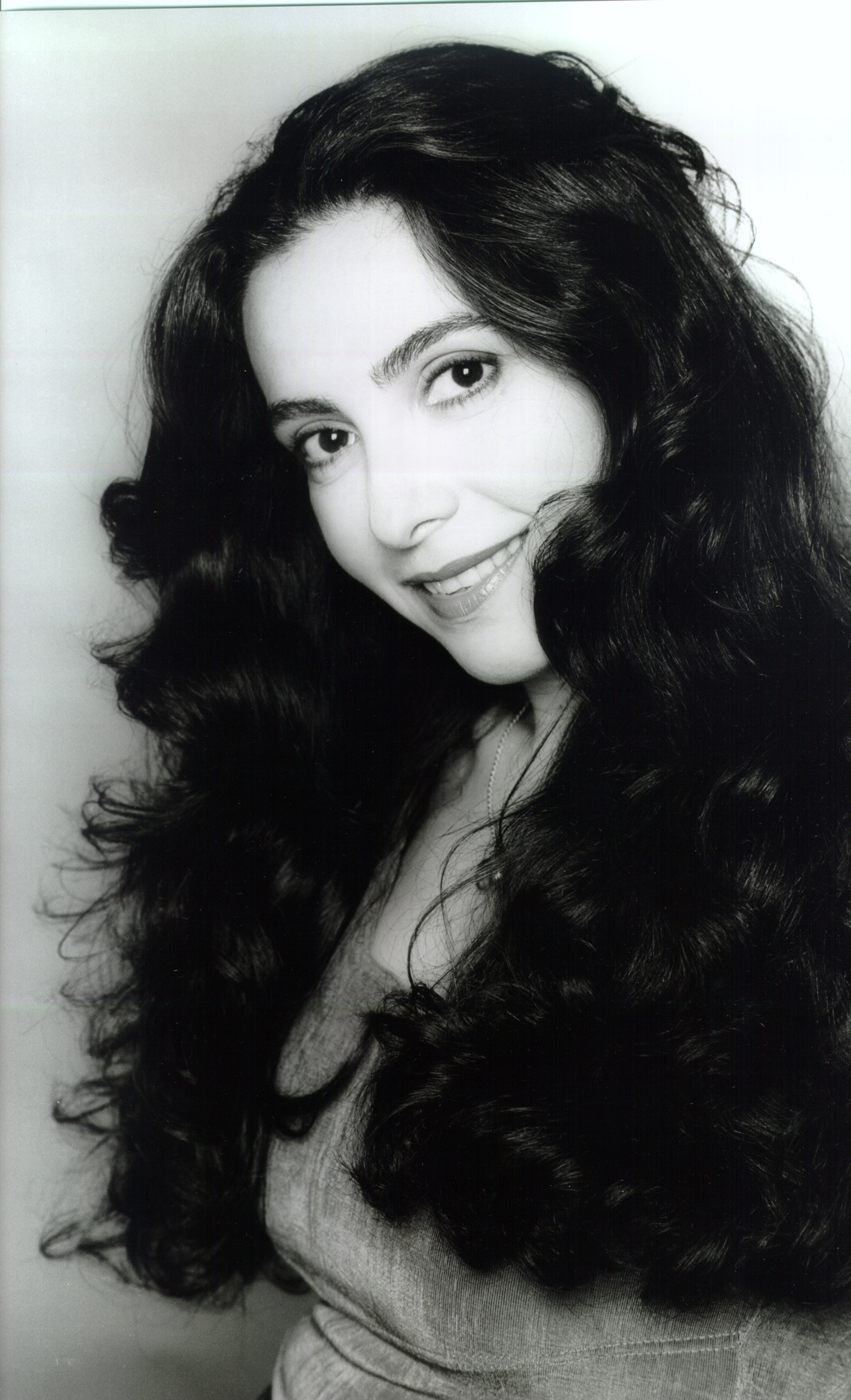
Roxana Moslehi, 2006

 Roxana Moslehi (persisch رکسانا مصلحی; * 20. Jahrhundert im Iran) ist eine Biologin und Hochschullehrerin. Sie ist derzeit außerordentliche Professorin am Cancer Research Center der University at Albany, The State University of New York (UAlbany SUNY). Sie ist Expertin für genetische Epidemiologie sowie Krebsepidemiologie und Genetik.

## Leben und Werk

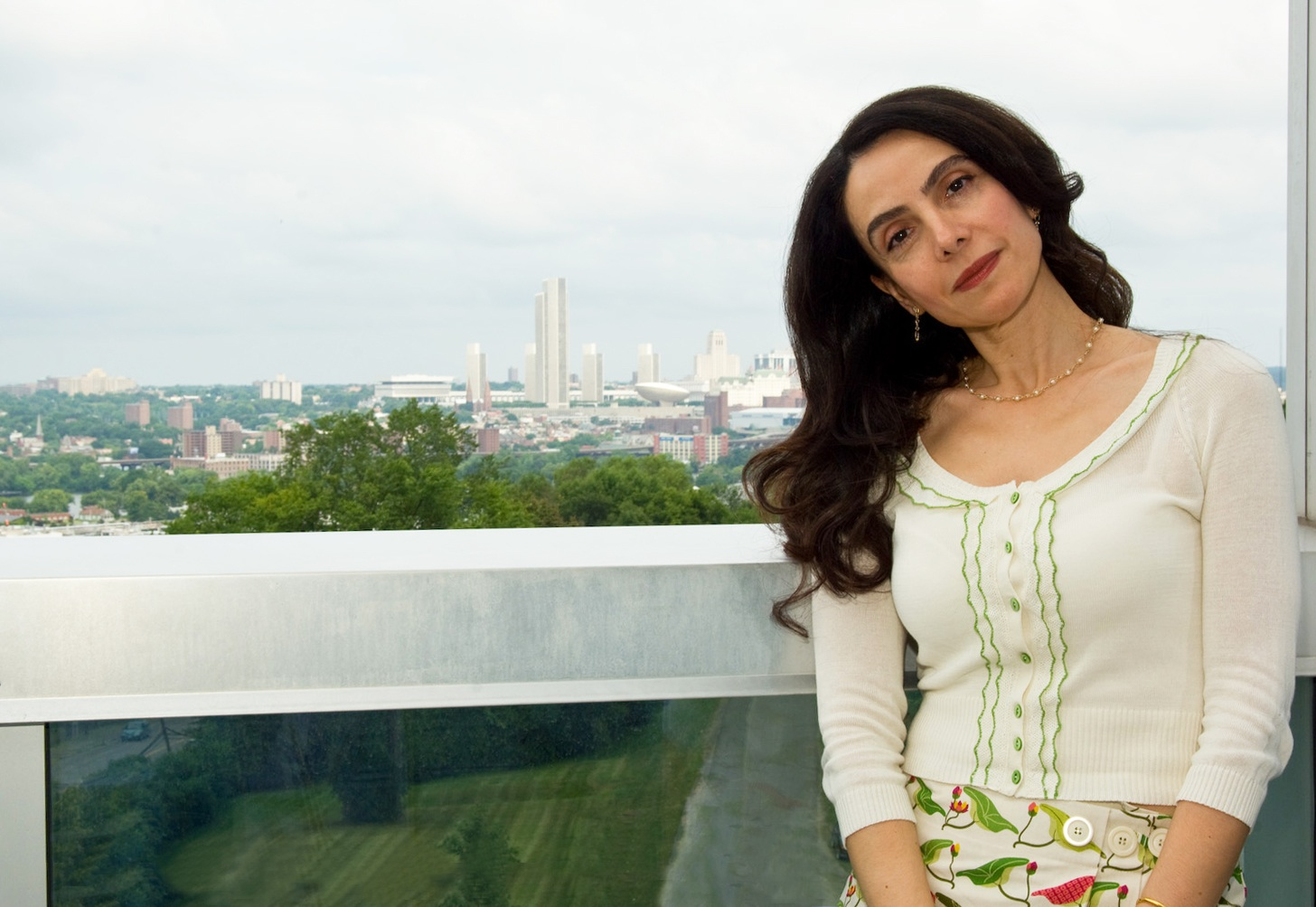
Roxana Moslehi im Krebsforschungszentrum auf dem SUNY East Campus, 2010

Moslehi wurde im Iran geboren und wuchs in Kanada auf. Sie studierte an der University of British Columbia (UBC) in Vancouver, wo sie ihren Bachelor of Science mit Auszeichnung und ihren Master of Science erhielt. Sie promovierte dort in medizinischer Genetik. Im Anschluss absolvierte sie ein Postdoktorandenstipendium am National Institutes of Health (NIH), Abteilung für Krebsepidemiologie und Genetik (DCEG), unter der Leitung des Biostatistikers Mitchell H. Gail. Während dieser Zeit am NIH erhielt sie auch eine Stelle als außerordentliche Assistenzprofessorin an der George Washington University (GWU), wo sie mit Paul Levine einen Kurs zu Kontroversen in der Krebsepidemiologie entwickelte. Derzeit ist sie außerordentliche Professorin in der Abteilung für Epidemiologie und Biostatistik der School of Public Health der State University of New York.

## Forschung
Moslehi untersucht genetische und umweltbedingte Determinanten komplexer Erkrankungen und qualifiziert ihre Auswirkungen. Zu den in ihrem Labor verwendeten Methoden gehören Familienstudien, Fall-Kontroll-Studien, die Analyse genomweiter Assoziationsstudien (GWAS), Kandidatengen- und Gesamtgenom-Kopplungsanalysen sowie Genexpressions- (Genchip-)Array- und Transkriptomanalysen.
Sie untersucht die Krebsrisiken, die mit Mutationen in den DNA-Reparaturgenen einhergehen. Sie hat mehrere Studien initiiert, um Erkenntnisse über die biologischen Mechanismen zu gewinnen, die dem Zusammenhang zwischen DNA-Reparatur- und Transkriptionsgenanomalien beim Fötus und einem erhöhten Risiko für Schwangerschaftskomplikationen zugrunde liegen.
Sie ist Autorin von mehr als 40 Veröffentlichungen in von Experten begutachteten wissenschaftlichen Fachzeitschriften, einer ähnlichen Anzahl veröffentlichter Abstracts und eingeladener Präsentationen sowie Forschungspreisen von dem National Institutes of Health (NIH), dem New York State Department of Health (NYSDOH) und der UAlbany SUNY. Im Juli 2021 hielt Roxana auf einer von Google, Nature und O’Reilly Media organisierten Sci Foo-Veranstaltung einen Vortrag über den Zusammenhang zwischen COVID-19 und Myalgischer Enzephalomyelitis/Chronischem Fatigue-Syndrom (ME/CFS).
Moslehi ist seit 2022 Redaktionsmitglied für wissenschaftliche Berichte bei Nature.

## Auszeichnungen
Moslehi erhielt zahlreiche Auszeichnungen und Ehrungen, darunter den Award for Excellence in Teaching (UBC), ein Biovision-Stipendium der Académie des sciences in Frankreich und zwei Awards for Research Excellence des NIH. Sie wurde 2017 zu dem jährlichen Science Foo Camp eingeladen, bei dem Forscher, Schriftsteller, Pädagogen, Künstler, politische Entscheidungsträger und Investoren „Blue Sky“-Ideen austauschen. Im Dezember 2021 wurde Moslehi für ihre Bemühungen als Mitglied des COVID-19 Contact Investigations Teams als eine der Empfängerinnen der Scientific/Medical Awards des NIH Directors benannt.